# Östra Vattensjön, Jämtland
Östra Vattensjön är en sjö i Åre kommun i Jämtland och ingår i Indalsälvens huvudavrinningsområde. Sjön har en area på 2,32 kvadratkilometer och ligger 639 meter över havet. Östra Vattensjön ligger i Vålådalen Natura 2000-område. Sjön avvattnas av vattendraget Fangan. Vid provfiske har elritsa, lake, röding och öring fångats i sjön.

## Delavrinningsområde
Östra Vattensjön ingår i det delavrinningsområde (700359-136975) som SMHI kallar för Utloppet av Östra Vattensjön. Medelhöjden är 850 meter över havet och ytan är 23,36 kvadratkilometer. Räknas de 19 avrinningsområdena uppströms in blir den ackumulerade arean 104,97 kvadratkilometer. Fangan som avvattnar avrinningsområdet har biflödesordning 3, vilket innebär att vattnet flödar genom totalt 3 vattendrag innan det når havet efter 324 kilometer. Avrinningsområdet består mestadels av skog (44 procent) och kalfjäll (44 procent). Avrinningsområdet har 2,32 kvadratkilometer vattenytor vilket ger det en sjöprocent på 9,9 procent.